# 수라세나
수라세나(산스크리트어: शूरसेन)는 기원전 8세기 경 마투라 부근에 거주하던 야두족과 그 산하 부족들인 브리슈니족, 안다카족에 의해 건국된 십육대국 국가이다. 수라세나의 어원은 슈라세나의 이름에서 따온 것으로 보인다.
고대 그리스인의 학자인 메가스테네스가 고대 인도에 대하여 저술한 저서인 인디카에서 수라세나인들이 헤라클레스를 숭배한다는 내용의 기록이 존재하는데, 여기서 나오는 헤라클레스는 그리스 신화의 헤라클레스를 말하는 것이 아니라 아마도 바가바타파의 바수데바-크리슈나를 지칭한 것으로 보인다.

## 역사

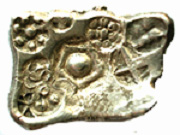
기원전 5세기 경 수라세나의 파나 은화

수라세나의 발상지인 마투라는 고대 인도의 북부 검은유약토기문화권에 속한 지역 중 하나로 인도-갠지스 평원의 북부 무역로와 말와(인도 중부) 및 서인도의 무역로를 중개하는 중개 무역의 중심지로서 번영하고 있었으며, 이를 기반으로 수라세나 왕국이 형성되었다. 
아반티푸트라 왕이 통치하던 시대인 기원전 5세기 경에는 석가모니의 주요 제자 중 하나인 카트야야나에 의해 수라세나로 불교가 전파되었으며, 아반티푸트라 왕 사후 기원전 330년 경 마가다 왕국의 난다 왕조에 의해 멸망하였다.